# オフィチーネ メッカニチェ
オフィチーネ メッカニチェ(OM)社はかつてイタリアに存在した自動車及び鉄道車両メーカー及び現存しているフォークリフトメーカーである。1899年にミラノで創設し、1933年にフィアットグループに買収され、1975年にイヴェコとして同グループの他の商用車部門と合併した。

## 創設
1899年にGrondona Comi & Cと Miani Silvestri & Cを合併するかたちで創設された。最初は鉄道車両を製造していたが、1918年に北イタリアのブレシアにあったブリクシア・ズストを買収し、旧ブリクシア・ズストの工場で自動車の製造を始めた。OM社として最初に作ったティーポ・S305は古いズストの車両からの派生である。4.7l直列4気筒サイドバルブエンジンを搭載していた。

## OMカーズ時代
1919年には1.3lのティーポ465、21年に1.4lのティーポ467と1.5lのティーポ469を追加した。1923年に従来の4気筒から6気筒へ刷新し、排気量を2.0lとしたティーポ665スーパーバを追加。レースでは1925年と26年に2リッタークラスでトップ5入りしたが、1927年に行われたミッレ・ミリア第1戦でフェルディナント・ミドイアとジュゼッペ・モランディが21時間4分48秒を平均時速77.7kmで走り1-2-3フィニッシュを飾った。また、参加していた一部の車両にはルーツ式スーパーチャージャーが装備されており、前期型が2.2l、後期型が2.4lにまで排気量を拡大させている。
1925年に、スイス・ザウラー社から正式にライセンスを取得しザウラー製エンジンを搭載したトラック・バスの製造を始めた。 ザウラー社との提携はOM社の歴史において重要なものであった。乗用車の生産は1932年に終了したが在庫は数年間販売されていた。1934年、最後に製作したアルシオーネは市販化には至らなかったが油圧ブレーキ、フルシンクロミッション、OHVエンジンといった当時としては最先端の装備を備えていた。

## 戦後とフィアットによる買収
1933年、フィアット・グループ(現:ステランティス・イタリー)による買収の一環として翌年には乗用車の販売をやめている。
第二次世界大戦後、3.0t～3.5tクラスの小型トラックを製造し、特に1950年に製造・販売を始めたレオンチーノは飛ぶように売れた。1957年～64年にはティグロット、ティグレ、ルペット、チェルビアット、ダイノといった派生車が誕生するが、レオンチーノと同じ構造で重量が違うだけである。また、これら派生車にはバス仕様もあった。軽量モデルは1967年にOMナンバーシリーズへモデルチェンジした。
大型トラックは戦後にオリオーネを製造したことが起源である。1955年に生産したスーパーオリオーネ及び1961年に生産したティターノが後継車となっている。ティターノはトラクター単体で35トン、6x4であれば19トンまで牽引可能であった。エンジンは260HPを発揮する10,310ccの6気筒ジーゼルターボエンジンで、1960年代のトラックとしてはパワフルな部類であった。(また、ティターノPというバス仕様もあり)1968年まで生産され、フィアット619と682が後継車となった。
1960年代から70年代にかけて小型・中型トラックを他国でも販売しており、スイスではザウラー・OMないしベルナ・OM、オーストリアではシュタイア・OM、フランスではユニック・OM(現:イヴェコ・フランスS.A.)、ドイツではBüssing-OM(現:MAN AG)ブランドで販売していた。

## イヴェコとの合併とOMブランド廃止
1968年、フィアットグループの商用車部門であるフィアット、ユニックと共に合併が決定された。
1975年には同グループの一部としてイヴェコに統合されたため、OMブランドとしてのトラックやバスは消滅したものの、フォークリフトメーカーとして存続している。